# Landgericht Konstanz

Landgericht Konstanz, Altbau, neuer Eingangsbereich und Neubau hinter rekonstruierter Stadtmauer

Das Landgericht Konstanz ist ein Gericht der ordentlichen Gerichtsbarkeit, dessen Zuständigkeit die Bezirke von sieben Amtsgerichten umfasst.

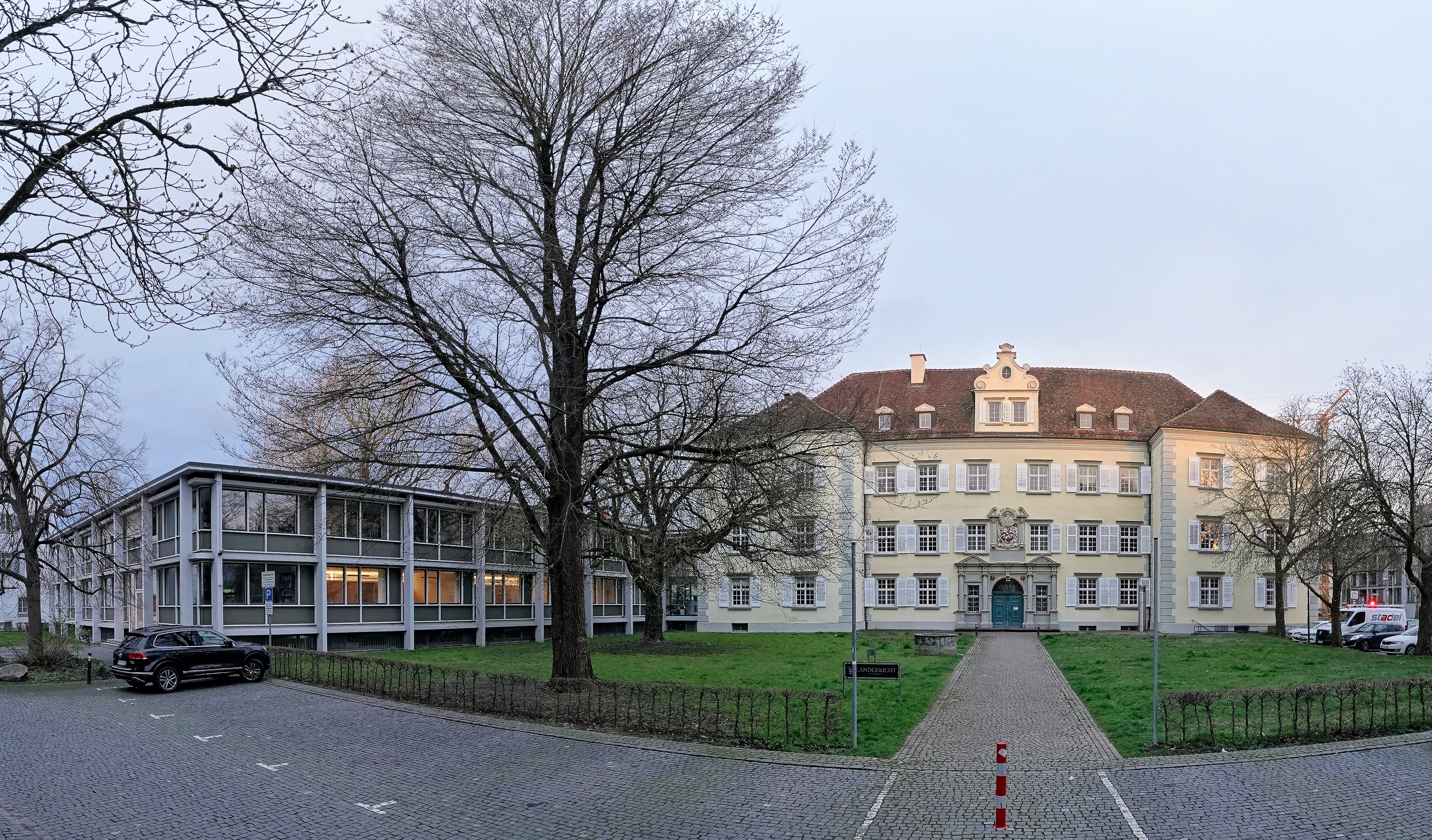
Landgericht Konstanz, Neu- und Altbau von Osten gesehen am frühen Morgen

## Gerichtsbezirk und -sitz

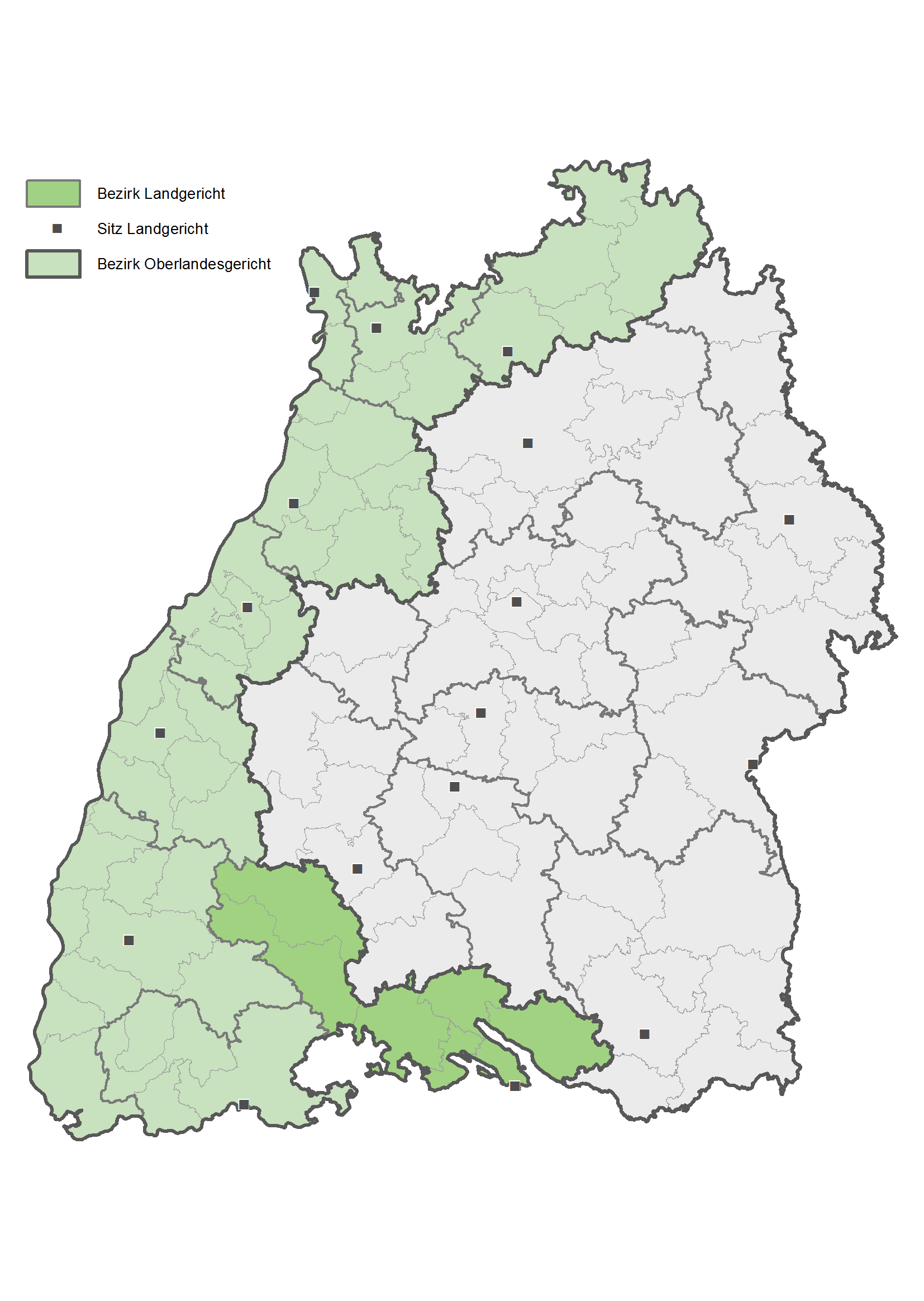
Landgerichtsbezirk Konstanz (dunkel) im Oberlandesgerichtsbezirk Karlsruhe (hellgrün) in Baden-Württemberg

Der Sitz des Gerichtes ist Konstanz. In Villingen-Schwenningen unterhält das Landgericht eine Außenstelle, in der auch Gerichtsverhandlungen durchgeführt werden. Zum Bezirk des Landgerichtes Konstanz gehören elf staatliche Notariate und sieben Amtsgerichte:
Donaueschingen, Konstanz, Radolfzell, Singen am Hohentwiel, Stockach, Überlingen und Villingen-Schwenningen.
Der Landgerichtsbezirk umfasst rund 590.000 Einwohner.

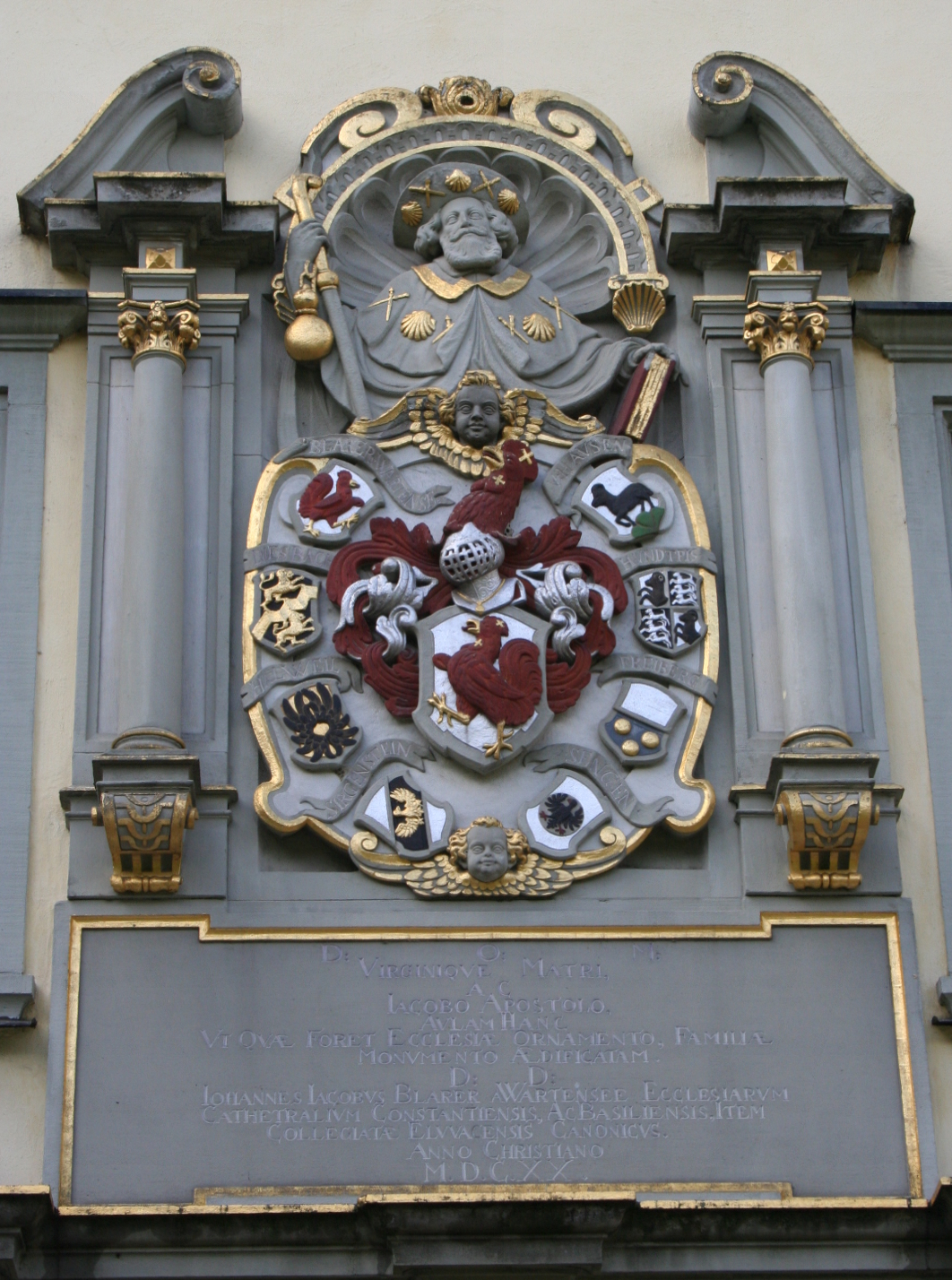
Fassadendetail

## Gebäude
Hauptgebäude des Gerichts ist der historische Blarersche Domherrenhof, der (bis) 1620 von Johann Jakob Blarer von Wartensee an der heutigen Adresse Gerichtsgasse 15 erbaut wurde. Dieses Gebäude konnte nach umfangreichen Umbaumaßnahmen 1847 durch das damals noch Hofgericht genannte Gericht bezogen werden. In der Folgezeit wird von vielen baulichen Mängeln berichtet, insbesondere die schlechte Heizung führte zu Beschwerden und weiteren Baumaßnahmen.
Wirkliche Abhilfe gab es erst im 20. Jahrhundert. 1962 konnte der vom Leiter des Staatlichen Hochbauamts Franz Hitzel und seinem Mitarbeiter Johannes Weber entworfene moderne Erweiterungsbau bezogen werden. Es handelt sich dabei um eine zeittypische Beton-Skelettkonstruktion, die im Süden über einem transparenten Zwischenbau an den Altbau angeschlossen ist. Dort befindet sich der heutige Haupteingang, weshalb die Adresse des Landgerichts jetzt Untere Laube 27 lautet. Vier Flügel – einer davon, etwas höher, enthält den neuen Gerichtssaal – umgeben einen grünen Innenhof. Der zweistöckige Flachdachbau von 1964 gilt als bedeutendes Beispiel der Nachkriegsarchitektur in Konstanz.
Einige Abteilungen des Landgerichts sind in anderen Gebäuden in naher Umgebung untergebracht, etwa im früheren Bischöflichen Spital (Torgasse 6) oder im früheren Gebäude der IHK in der Schützenstraße 8.

## Übergeordnete Gerichte
Das Gericht ist dem Oberlandesgericht Karlsruhe untergeordnet.

## Aufbau
Das Landgericht Konstanz besteht aus insgesamt sechs Zivil-, neun Straf- und drei Kammern für Handelssachen. Die 1. und die 6. Zivilkammer sind Berufungs- und Beschwerdegerichte. Bei der 1. und 3. Strafkammer handelt es sich um große Strafkammern, die 5. und 6. sind kleine Strafkammern. Als Schwurgericht fungiert die 4. Strafkammer. Die Aufgabe der Jugendkammer nehmen die 2. (große Jugendkammer) und 7. (kleine Jugendkammer) Strafkammer wahr. Derzeit sind 33 Richter mit rund 65 weiteren Mitarbeitern am Landgericht tätig.

## Geschichte
Das Landgericht ist aus dem seit 1836 in Konstanz residierenden badischen Hofgericht hervorgegangen. Dieses war aber nicht neu errichtet worden, sondern siedelte von Meersburg, wo es bereits über zwei Jahrzehnte bestanden hatte, nach Konstanz um.